# Utvisning
Den här artikeln handlar om det juridiska begreppet. För utvisning inom sport och idrott, se utvisning (sport)
Utvisning innebär att en stat beslutar att föra ut en person med utländskt medborgarskap från sitt eget territorium. Om personen inte frivilligt lämnar landet får det göras mot personens vilja med poliseskort eller liknande. Ibland kan personer som har permanent uppehållstillstånd få det indraget, i allmänhet på grund av ett begånget brott. Problem med utvisning kan uppstå i det fall man inte känner till nationaliteten på den som skall utvisas. Vissa länder, till exempel Somalia och Iran, accepterar inte att ta emot sina egna medborgare i de fall ett annat land vill utvisa någon dit och denne inte återvänder frivilligt.

## Utvisning i olika länder

### Danmark
I Danmark kan en utlänning som dömts till fängelse dömas till utvisning samt inreseförbud. Utvisning kan komma ifråga för den som döms för bland annat misshandel, bedrägeri, våldtäkt, narkotikahandel samt andra lagöverträdelser. Är straffet över tre månaders ovillkorligt fängelse så gäller inreseförbudet i 12 år och överstiger straffet två år så gäller inreseförbudet livet ut.

### Finland
Utländska personer som har begått ett allvarligt brott eller vars uppehållstillstånd har löpt ut kan utvisas. Majoriteten av de som får ett utvisningsbeslut överklagar till förvaltningsdomstol, vilket kan göra att en utvisningsprocess blir upp till ett år lång. Fram till år 2010 utvisades cirka 100 personer om året ifrån Finland, men efter att en man med utländsk och brottslig bakgrund vapenmördade fyra personer i köpcentret Sello i Esbo skärptes reglerna. Antalet utvisade per år ökade därefter till omkring 300.

### Italien
Italiens inrikesminister Angelino Alfani som tillträdde i april 2013 gjorde kontraterrorism en prioritet och ökade antalet utvisningar. Mellan år 2004 och 2014 deporterade Italien runt 14 individer per år, vilket sedan ökade. Mellan 2014 och 2016 deporterade Italien 123 immigranter, däribland 48 Marockaner, 32 Tunisier, 8 Makedonier och 7 Pakistanier.

### Norge
Under tioårsperioden mellan 2005 och 2015 femdubblades antalet utvisningar i Norge, från 1274 år 2005 till 6412 år 2015 enligt siffror ifrån Utlendingsdirektoratet. Siffrorna inbegriper både de som utvisats på grund av kriminalitet samt de som utvisas på grund av norska Utlendingsloven vilken reglerar uppehållstillstånd, arbetstillstånd och inreseförbud. Enligt en forskare på Oslo Universitet berodde ökningen delvis på en ökande invandring till Norge och fler utländska medborgare som begår brott, men den större delen av ökningen utgjordes var relaterad till uppehållstillstånd. I Norge anses inte utvisning vara ett straff och därmed administreras ärendena av polis och inte domstol.

### Saudiarabien
I februari 2017 rapporterade The Independent att enligt Saudiarabiens officiella statistik har 243 000 pakistanska medborgare utvisats mellan 2012 och 2015. Utvisningarna skedde efter att arbetarna sagts upp ifrån sina anställningar då den saudiska ekonomin påverkats av det låga oljepriset. Efter oktober 2016 hade 39 000 pakistanska medborgare utvisats på grund av bland annat brottslighet och misstankar om kopplingar till Islamiska staten enligt en myndighetsrapport.Arbetare ifrån Indien och Filippinerna har också utvisats i hundratusental, främst av arbetsbristskäl.

### Sverige
Termen utvisning används för avlägsnandebeslut som meddelas mer än tre månader efter en utlännings första ansökan om uppehållstillstånd i Sverige. Utvisning används också när domstolar beslutar att utlänningar som har begått brott av en viss svårighetsgrad ska föras ut ur Sverige. Från och med den 31 mars 2006 används termen avvisning för ett avlägsnandebeslut som meddelas inom tre månader efter den första ansökan om uppehållstillstånd.